# 라브섬

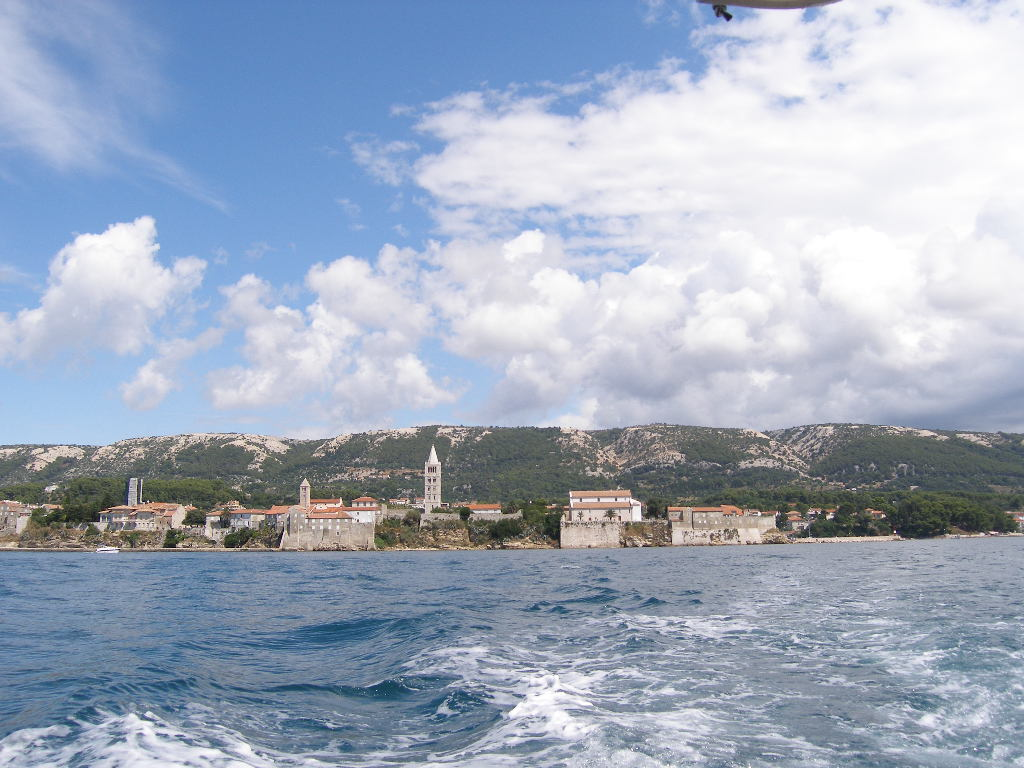
라브섬

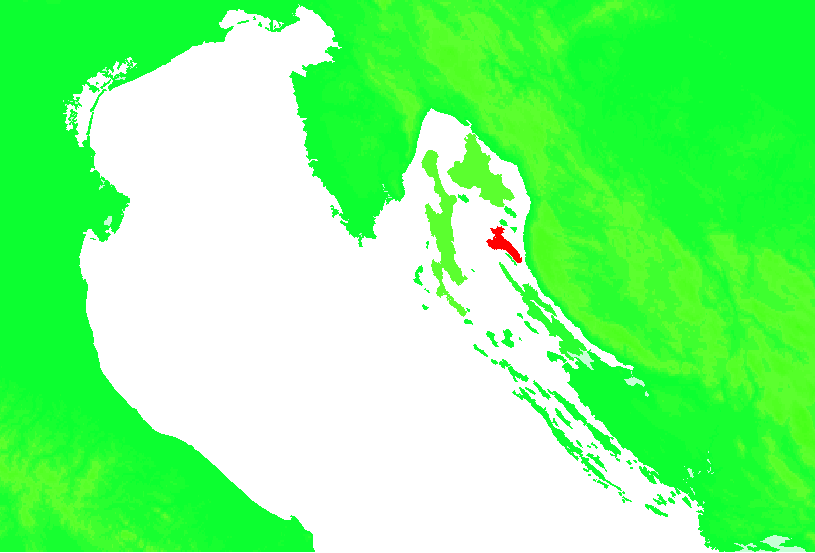
라브섬의 위치

라브섬(크로아티아어: Rab, 이탈리아어: Arbe, 독일어: Arbey)은 아드리아해 북부에 위치한 크로아티아의 섬으로 면적은 93.6km2, 높이는 408m, 인구는 9,328명(2011년 기준), 인구 밀도는 101명/km2이다.
크바르네르만과 접하며 행정 구역상으로는 프리모레고르스키코타르주에 속한다. 섬에서 큰 도시는 라브이다. 인근에 위치한 크르크섬을 연결하는 페리가 지나간다. 섬 북동부에는 소규모의 카르스트 지형이 있고 섬 남동부에는 참나무 숲이 있다.

## 역사
기원전 360년에 일리리아의 지배를 받으면서 처음 등장했다. 로마 제국의 아우구스투스 황제가 섬에 요새를 쌓은 뒤부터 자치권을 부여받았다. 산마리노를 세운 성 마리누스는 라브섬 출신이었지만 디오클레티아누스 황제의 기독교 박해를 피하기 위해 라브섬을 떠났다고 한다.
중세 시대에는 비잔티움 제국의 지배를 받았으며 1358년에는 헝가리의 러요시 1세 국왕의 지배를 받았다. 르네상스 시대에는 베네치아 공화국의 지배를 받았으며 베네치아 공화국의 지배는 18세기 나폴레옹 보나파르트의 일시적인 지배까지 계속되었다. 1815년 나폴레옹의 몰락과 함께 오스트리아 제국의 지배를 받았다.
주민의 대다수가 이탈리아어 화자였기 때문에 많은 주민들은 이탈리아 왕국의 지배를 받기 원했지만 1921년 이탈리아가 유고슬라비아에 라브섬을 할양했다. 이 때문에 섬에 거주하고 있던 이탈리아계 주민들 상당수가 이스트라반도, 이탈리아 본토로 이주했다. 제2차 세계 대전 시대에는 강제 수용소가 건설되기도 했다. 1953년에는 강제 수용소가 있던 자리에 복합 시설이 들어섰다.

## 자매 도시
- 산마리노 산마리노 시
- 슬로베니아 세자나
- 독일 쾨니히스브룬